# Jacob Vetter
Jacob Vetter Laursen (født 5. august 1998 i Aalestrup) er en dansk fodboldspiller, der spiller som forsvarsspiller i den danske klub Skive IK.

## Baggrund
Vetter er opvokset i Aalestrup i en fodboldinteresseret familie. Farfaren Kjeld, faren Lars, onkel Rasmus og storebror Simon har alle spillet divisionskampe for Viborg FF. 

## Karriere
Jacob Vetter begyndte at spille fodbold i Aalestrup Idrætsforening. Han skiftede til FK Viborg som U/13-spiller. Vetter  skrev under på sin første kontrakt i 2013.
Viborg FF offentliggjorde den 25. april 2017, at Vetter sammen med Frederik Mortensen og Simon Trier fra 2017-18-sæsonens begyndelse blev en del af klubbens førstehold. Han stoppede dog i klubben ved udgangen af 2017-18-sæsonen, da han valgte at takke nej til Viborg FF's kontraktudspil. Klubben tilbød ham en deltidskontrakt, men Vetter mente, at "[kontrakten, red.] ikke gav mig fair konkurrencevilkår over for mine medspillere og konkurrenter i truppen, der alle er fuldtidsspillere [...].

### Skive IK
Den 24. juli 2018 blev det offentliggjort, at Vetter fortsatte sin karriere i 2. divisionsklubben Skive IK. Han skrev under på en etårig aftale. Han trænede inden kontraktunderskrivelsen med i flere uger og var med i tre træningskampe for at prøves af.